# Aeroportul Miandrivazo
Aeroportul Miandrivazo (IATA: ZVA, ICAO: FMMN) este un aeroport din Regiunea Menabe, Madagascar ce deservește zona Miandrivazo⁠(d). A fost numit după zona deservită.
Situat la o altitudine de 62 m, aeroportul dispune de o singură pistă.